# Приходько Федір Терентійович
Федір Терентійович Приходько (10 квітня 1902, Кубань, станиця Ново-Малоросійська — 24 лютого 1939) — український радянський державний діяч. Секретар Відділа Управління Полтавського райкома КП(б)У, секретар Полтавського ПВК, голова ВВК, РВК, працівник Управління справами Раднаркома УРСР, секретар підготовчої комісії. У Наркомздраві обіймав посади: секретар колегії, начальник Управління Держсанінспекції, заступник голови ЦК Всеукраїнського Товариства Оздоровлення Праці та Побуту
З лютого 1920 р. — Член КП(б)У
У 1918—1922 рр. — Член комсомолу
З листопада 1919 по лютий 1920 р. — боєць Червоної Армії у партизанськіх загінах на Полтавщині
- У 1920 —1921 рр.[5]
  1. Голова Політбюро ЛКСМУ Полтавського повіту
  2. Секретар та член Полтавського ПВК
  3. Інструктор Полтавського ПВК та ППК КП(б)У
- У 1921 —1924 рр.[5]
  1. Голова Руновшинського ВВК
  2. Голова Диканського РВК
  3. Член Полтавського ОВК
- У 1924 — 1930 рр.[5]
  1. Заступник Звідувача Оргінформвідділа РНК УСРР
  2. Секретар АФК РНК УСРР
  3. Секретар ПК РНК УСРР
  4. Член Журавлівського РПК КП(б)У
  5. Член Червонозаводського РПК КП(б)У
  6. Секретар парторганізації КП(б)У РНК УСРР (по 1927 р)

17 жовтня 1930 р. — Мав партійний квиток № 0750802 та визнаний перевіреним за результатами перевірки членів та кандидатів партії осередку РНК УСРР Журавлівського райкому м. Харкова
- У 1930 — 1934 рр.[5]
  1. Секретар колегії НКЗ УСРР
  2. Начальник Адміністративно-фінансового сектора НКЗ УСРР
  3. Начальник Управління раціоналізації, стандартизації та винахідництва
  4. Начальник Управління Держсанінспекції та санфізкультури НКЗ УСРР
  5. Член бюро, заступник секретаря та секретар парторганізації КП(б)У НКЗ УСРР
  6. Член ЦК та заступник голови ЦК ВУТОППУ

17 червня 1934 р. — написав офіційну заяву про зречення від свого брата Приходько Антона Терентійовича
27 липня 1934 р. — рішенням комісії щодо чистки парторганизації НКЗ УСРР виключений з КП(б)У за ліберально-дворушницьку позицію у відношенні до викритих конкретних націоналістів, контрреволюційних діячів (зокрема до свого рідного брата, Приходько А.)
28 листопада 1934 р. — районна комісія підтвердила виключення з КП(б)У
У 1934 — 1935 рр. — Заступник Начальника Планового Відділу Харпроекшляху
8 лютого 1935 р. — Обласна апеляційна трійка при Харківскій обласній комісї щодо чистки партії підтвердила виключення з КП(б)У
4 вересня 1937 р. — Заарештований УНКВД Харківської області
20 листопада 1937 р. — Засуджений до 8 років ВТР особливою трійкою УНКВД Харківської області за статтями 54-2 та 54-11 КК УРСР.
Реабілітований посмертно як громадянин СРСР та як член КП(б)У

## Особисте життя
Мав брата Приходько Антона Терентійовича, жінку Приходько Софію Пилипівну (1903 р.н.), доньку Приходько Нінель Федорівну (1924 р.н.)
У 1926, 1930, 1934—1935, 1936—1937 рр. — Мешкав за адресою Харків, вул. Раднаркомівська 4, кв. 14